# Сумин, Андрей Васильевич
Андрей Васильевич Сумин (1919—1986) — майор Советской Армии ВС Союза ССР, участник Великой Отечественной войны, Герой Советского Союза (1944).

## Биография
Родился 24 ноября 1919 года в селе Феклистовка (ныне — Алтайский район Восточно-Казахстанской области Казахстана). Сначала работал в колхозе, затем поступил в Лениногорский горно-металлургический техникум, но не окончил его. В 1939 году был призван на службу в Рабоче-крестьянскую Красную Армию. С начала Великой Отечественной войны — на её фронтах.
К осени 1943 года младший лейтенант Андрей Сумин командовал миномётной ротой 520-го стрелкового полка 167-й стрелковой дивизии 38-й армии 1-го Украинского фронта. Отличился во время битвы за Днепр и освобождения Киева. Рота под командованием Андрея Сумина в числе первых переправилась через Днепр в районе Вышгорода и приняла активное участие в боях за захват и удержание плацдарма на его западном берегу, поддерживая огнём своих миномётов действия пехоты. Во время боёв за освобождение Киева рота неоднократно оказывалась в окружении, но ему удавалось организовать круговую оборону и удерживать позиции.
Представлен к награждению званием Героя Советского Союза за «мужество и героизм, проявленные при форсировании Днепра и освобождении Киева». Указом Президиума Верховного Совета СССР «О присвоении звания Героя Советского Союза генералам, офицерскому, сержантскому и рядовому составу Красной Армии» от 10 января 1944 года за «образцовое выполнение боевых заданий командования на фронте борьбы с немецко-фашистскими захватчиками и проявленные при этом отвагу и геройство» был удостоен звания Героя Советского Союза с вручением ордена Ленина и медали «Золотая Звезда» за номером 2456.
После окончания войны продолжил службу в Советской Армии ВС СССР. В 1945 году он окончил Высшую офицерскую артиллерийскую школу, в 1950 году — курсы усовершенствования офицерского состава, в 1957 году — Центральные артиллерийские офицерские курсы.
В 1959 году был уволен в запас в звании майора. Проживал и работал в Махачкале. Умер 23 сентября 1986 года.
Был также награждён орденами Красного Знамени, Отечественной войны 1-й степени и двумя орденами Красной Звезды, рядом медалей.